# Militärgeschichte der DDR
Die Militärgeschichte der DDR ist eine seit 2001 im Ch. Links Verlag erscheinende renommierte wissenschaftliche Buchreihe. Sie wurde vom Militärgeschichtlichen Forschungsamt (MGFA) begründet und seit 2013 im Auftrag des Zentrums für Militärgeschichte und Sozialwissenschaften der Bundeswehr herausgegeben. Die Vereinbarung darüber wurde laut Verlagschronik im Juni 2000 getroffen. Die Reihe dient nach eigenem Bekunden der Fortschreibung der Grundlagenforschung im Längsschnitt zur Militär- und Sicherheitspolitik der SED sowie zu den Bewaffneten Organe der DDR. Außerdem sollen Einzelprobleme strukturell untersucht werden.
Hans Ehlert, der den Forschungsbereich IV („Militärgeschichte der DDR im Bündnis“) am MGFA aufgebaut hatte, verantwortete die ersten acht Bände der Reihe. Einzelne Arbeiten der nunmehr fünfundzwanzigbändigen Reihe wurden in wissenschaftlichen Rezensionen überwiegend positiv aufgenommen. Es wurden mehrere Dissertationen und eine Habilitationen verlegt, außerdem entstanden Publikationen in Zusammenarbeit mit anderen Forschungseinrichtungen. Matthias Rogg spricht im Rahmen des Forschungsbereichs von „eine[r] Reihe hochkarätiger Monographien“. Einige Werke der Schriftenreihe werden als grundlegend erachtet.
In den ausgehenden 2000er Jahren kritisierten ehemalige Angehörige der NVA wie Reinhard Brühl und Klaus-Peter Hartmann grundsätzlich die Konzeption des Forschungsbereichs. Gerhard P. Groß, seinerzeit Forschungsbereichsleiter am MGFA, hielt entgegen und schrieb dem MGFA auf dem Gebiet der militärgeschichtlichen DDR-Forschung eine „wissenschaftliche Führungsrolle“ zu. In der Reihe werden „Methodenvielfalt und pluralistische[] Forschungsansätze“ gepflegt und man sei thematisch breit aufgestellt. Er widersprach dem Einwand einer „amtlichen Geschichtsschreibung“, vielmehr biete die Reihe externen Autoren Raum. Auch ehemalige wissenschaftliche Mitarbeiter des Militärgeschichtlichen Instituts der DDR wie Torsten Diedrich und Rüdiger Wenzke publizieren hier.
Der Wissenschaftsrat sieht hinsichtlich des genannten Forschungsbereichs beim MGFA ein „Alleinstellungsmerkmal“.

## Veröffentlichungen
- Band 1: Torsten Diedrich, Rüdiger Wenzke: Die getarnte Armee. Geschichte der Kasernierten Volkspolizei der DDR 1952 bis 1956. 2001, ISBN 3-86153-242-5.
- Band 2: Stephan Fingerle: Waffen in Arbeiterhand? Die Rekrutierung des Offizierskorps der Nationalen Volksarmee und ihrer Vorläufer. 2001, ISBN 3-86153-243-3.
- Band 3: Hans Ehlert (Hrsg.): Armee ohne Zukunft. Das Ende der NVA und die deutsche Einheit. Zeitzeugenberichte und Dokumente. 2002, ISBN 3-86153-265-4.
- Band 4: Armin Wagner: Walter Ulbricht und die geheime Sicherheitspolitik der SED. Der Nationale Verteidigungsrat der DDR und seine Vorgeschichte (1953 bis 1971). 2002, ISBN 3-86153-280-8.
- Band 5: Frank Hagemann: Parteiherrschaft in der Nationalen Volksarmee. Zur Rolle der SED bei der inneren Entwicklung der DDR-Streitkräfte (1956 bis 1971). 2002, ISBN 3-86153-279-4.
- Band 6: Christian Th. Müller: Tausend Tage bei der „Asche“. Unteroffiziere in der NVA. Untersuchungen zu Alltag und Binnenstruktur einer „sozialistischen“ Armee. 2003, ISBN 3-86153-297-2.
- Band 7: Hans Ehlert, Armin Wagner (Hrsg.): Genosse General! Die Militärelite der DDR in biografischen Skizzen. 2003, ISBN 3-86153-312-X.
- Band 8: Hans Ehlert, Matthias Rogg (Hrsg.): Militär, Staat und Gesellschaft in der DDR. Forschungsfelder, Ergebnisse, Perspektiven. 2004, ISBN 3-86153-329-4.
- Band 9: Rüdiger Wenzke (Hrsg.): Staatsfeinde in Uniform? Widerständiges Verhalten und politische Verfolgung in der NVA. 2005, ISBN 3-86153-361-8.
- Band 10: Frank Umbach: Das rote Bündnis. Entwicklung und Zerfall des Warschauer Paktes 1955 bis 1991. 2005, ISBN 3-86153-362-6.
- Band 11: Torsten Diedrich, Ilko-Sascha Kowalczuk (Hrsg.): Staatsgründung auf Raten? Zu den Auswirkungen des Volksaufstandes 1953 und des Mauerbaus 1961 auf Staat, Militär und Gesellschaft in der DDR. 2005, ISBN 3-86153-380-4.
- Band 12: Clemens Heitmann: Schützen und helfen? Luftschutz und Zivilverteidigung in der DDR 1955 bis 1989/90. 2006, ISBN 3-86153-400-2.
- Band 13: Daniel Niemetz: Das feldgraue Erbe. Die Wehrmachtseinflüsse im Militär der SBZ/DDR. 2006, ISBN 3-86153-421-5.
- Band 14: Armin Wagner, Matthias Uhl: BND contra Sowjetarmee. Westdeutsche Militärspionage in der DDR. 2007, ISBN 978-3-86153-461-7.
- Band 15: Matthias Rogg: Armee des Volkes?. Militär und Gesellschaft in der DDR. 2008, ISBN 978-3-86153-478-5.
- Band 16: Torsten Diedrich, Winfried Heinemann, Christian F. Ostermann (Hrsg.): Der Warschauer Pakt. Von der Gründung bis zum Zusammenbruch. 1955 bis 1991. 2009, ISBN 978-3-86153-504-1.
- Band 17: Gerhard Sälter: Grenzpolizisten. Konformität, Verweigerung und Repression in der Grenzpolizei und den Grenztruppen der DDR 1952 bis 1965. 2009, ISBN 978-3-86153-529-4.
- Band 18: Julian-André Finke: Hüter des Luftraumes? Die Luftstreitkräfte der DDR im diensthabenden System des Warschauer Paktes. 2010, ISBN 978-3-86153-580-5.
- Band 19: Torsten Diedrich, Walter Süß (Hrsg.): Militär und Staatssicherheit im Sicherheitskonzept der Warschauer-Pakt-Staaten. 2010, ISBN 978-3-86153-610-9.
- Band 20: Heiner Bröckermann: Landesverteidigung und Militarisierung. Militär- und Sicherheitspolitik der DDR in der Ära Honecker 1971–1989. 2011, ISBN 978-3-86153-639-0.
- Band 21: Klaus Storkmann: Geheime Solidarität. Militärbeziehungen und Militärhilfen der DDR in die „Dritte Welt“. 2012, ISBN 978-3-86153-676-5.
- Band 22: Rüdiger Wenzke: Ulbrichts Soldaten. Die Nationale Volksarmee 1956 bis 1971. 2013, ISBN 978-3-86153-696-3.
- Band 23: Rüdiger Wenzke (Hrsg.): „Damit hatten wir die Initiative verloren.“ Zur Rolle der bewaffneten Kräfte in der DDR 1989/90. 2014, ISBN 978-3-86153-809-7.
- Band 24: Jochen Maurer: Halt – Staatsgrenze! Alltag, Dienst und Innenansichten der Grenztruppen der DDR. 2015, ISBN 978-3-86153-863-9.
- Band 25: Oliver Bange: Sicherheit und Staat. Die Bündnis- und Militärpolitik der DDR im internationalen Kontext 1969 bis 1990. 2017, ISBN 978-3-86153-934-6.
- Band 26: Rüdiger Wenzke: Wo stehen unsere Truppen? NVA und Bundeswehr in der ČSSR-Krise 1968. Mit ausgewählten Dokumenten zur militärischen Lagebeurteilung. 2018, ISBN 978-3-96289-026-1.
- Band 27: Udo Beßer: Vom Soldatsein. Offizier in zwei deutschen Nachkriegsarmeen. 2017, ISBN 978-3-86153-934-6.
- Band 28: Daniel Niemetz: Staatsmacht am Ende. Der Militär- und Sicherheitsapparat der DDR in Krise und Umbruch 1985 bis 1990. 2020, ISBN 978-3-96289-107-7.
- Band 29: Rüdiger Wenzke: Vom Straflager zum NVA-Knast. Dokumente zur Geschichte des DDR-Militärstrafvollzugs. 2024, ISBN 978-3-96289-219-7.